# 죽백로
죽백로(Jukbaek-ro)는 전북특별자치도 김제시 부량면 옥정삼거리에서 죽산면 유효삼거리 를 잇는 도로이다

## 주요 경유지
전북특별자치도
- 부안군 (부량면 . 죽산면)

## 노선
| 이름       | 접속 노선              | 소재지 | 소재지 | 비고 |
| ---------- | ---------------------- | ------ | ------ | ---- |
| 옥정삼거리 | 국도 제29호선 (석지로) | 김제시 | 부량면 |      |
| 연포삼거리 |                        | 김제시 | 부량면 |      |
| 마포교     |                        | 김제시 | 죽산면 |      |
| 유효삼거리 | 죽산로                 | 김제시 | 죽산면 |      |